# Hans Chanoch Meyer
Hans Chanoch Meyer (geboren 3. Oktober 1909 in Krone, Deutsches Reich; gestorben 21. Mai 1991 in Dortmund) war ein deutsch-israelischer Pädagoge und Rabbiner.

## Leben
Hans Martin Meyer war ein Sohn des Paul Paltiel Meyer und der Emma Esther Gappe, er hatte drei Schwestern. Meyer besuchte das Realgymnasium in Bromberg. Nach dem Ersten Weltkrieg zog die Familie 1921 nach Berlin, wo er die Jüdische Knabenschule in der Großen Hamburger Straße, das Königstädtische Realgymnasium und das Dorotheenstädtische Realgymnasium besuchte. Er trieb als Jugendlicher Leichtathletik und war ein guter Läufer.
Meyer besuchte die Jeschiwa in Hildesheim und in Frankfurt am Main. Er studierte ab 1929 Geschichte, Philosophie und Romanistik an der Universität Frankfurt am Main und der Universität Berlin und wurde 1933 in Berlin promoviert. Nach der Machtübergabe an die Nationalsozialisten durfte er nur an jüdischen Schulen unterrichten. Meyers Vater Paul war für eine Zeit im KZ Oranienburg inhaftiert, die Angabe, dass Hans Meyer im KZ Oranienburg inhaftiert war, ist unrichtig, dies stellte er gegenüber seinem Interviewer Robert Jütte 1989 klar.  Neben der Schule besuchte er ab 1934 das Rabbinerseminar in Berlin und legte 1938 das Rabbinerexamen ab. Nach den deutschen Novemberpogromen 1938 emigrierte er 1939 nach Eretz Israel. Meyer heiratete 1939 Traute Chavia Schimmelson, sie hatten zwei Kinder.
Von 1940 bis 1945 war Meyer Arbeiter in einer Textilfabrik in Kfar Ata, 1945–1948 Leiter eines Jugendalijah-Heims in Haifa. Meyer wurde 1948 Soldat der israelischen Armee und war von 1949 bis 1951 als Archivoffizier im Archiv des israelischen Verteidigungsministeriums eingesetzt. Danach arbeitete er als Lehrer in Haifa und war ab 1955 Schuldirektor, zwischendurch war er 1952/53 Leiter der jüdischen Schule Tachkemoni in Antwerpen.
Ab 1958 war Meyer Landesrabbiner für den Landesverband der Jüdischen Gemeinden von Westfalen-Lippe in Dortmund. 1963 kehrte er nach Israel zurück und arbeitete wieder als Schulleiter. Meyer wurde 1969 Lehrbeauftragter für Geschichte des Judentums an der Ruhr-Universität Bochum und wurde 1973 zum Titularprofessor ernannt. Er hielt in Deutschland Vorträge in der Jugend- und Erwachsenenbildung und war Redakteur für Rundfunksendungen. Von 1967 bis 1977 war er Gründer und Herausgeber der Schriftenreihe Documenta Judaica.

## Schriften (Auswahl)
- Die politischen Hintergründe des Mitteldeutschen Aufstandes von 1921. Diss. Berlin 1933
- Synagoge, Kultgeräte und Kunstwerke. 1960
- (Hrsg.): Aus Geschichte und Leben der Juden in Westfalen. Eine Sammelschrift. Ner-Tamid, Frankfurt am Main 1962
- mit Wilhelm Michaelis, Franz Lorenz (Hrsg.): Ernte der Synagoga Recklinghausen. Zeugnisse jüdischer Geistigkeit. Ner-Tamid, Frankfurt am Main 1962
- (Hrsg.): Max Lazarus: Erinnerungen. Dortmund, 1967
- (Hrsg.): David Alexander Winter: Geschichte der jüdischen Gemeinde in Moisling/Lübeck. 1968
- (Hrsg.): Heinemann Stern: Warum hassen sie uns eigentlich? 1970
- (Hrsg.): Joseph Gutmann: Lebensweg und Werk eines jüdischen Pädagogen. 1977